# Káto Platanóvrysi
Káto Platanóvrysi, en grec moderne : Κάτω Πλατανόβρυση, est un village du dème d'Érymanthe, district régional d'Achaïe, en Grèce-Occidentale.
Selon le recensement de 2011, la population du village s'élève à 98 habitants.